# Martin Voltr
Martin Voltr (Příbram, 27 december 2001) is een Tsjechisch wielrenner die sinds 2025 rijdt bij ATT Investments.

## Carrière
In 2021, zijn eerste jaar als belofte, reed Voltr voor Topforex-ATT Investments. Namens die ploeg nam hij deel aan onder meer de Ronde van Mazovië en de Puchar MON. In 2022 deed hij een stap terug naar TJ Favorit Brno, een Tsjechische amateurclub. In juli van dat jaar werd hij vierde op het nationale kampioenschap op de weg voor beloften. Namens AC Sparta Praha nam hij in september deel aan de Ronde van Zuid-Bohemen.
In 2023 maakte Voltr de overstap naar het Slowaakse RRK Group-Pierre Baguette-Benzinol. In juni werd hij vierde in het eindklassement van de Ronde van Małopolska, op 42 seconden van winnaar Márton Dina. Daarmee was Voltr wel de beste jongere. In juli 2024 won Voltr zowel de Grote Prijs van Slowakije als die van Tsjechië, die beide deel uitmaken van de Visegrad 4 Bicycle Race.

## Overwinningen
2023
Jongerenklassement Ronde van Małopolska
2024
Grote Prijs van Slowakije
Grote Prijs van Tsjechië

## Ploegen
- 2021 –  Topforex-ATT Investments
- 2023 –  RRK Group-Pierre Baguette-Benzinol
- 2024 –  Pierre Baguette Cycling
- 2025 –  ATT Investments